# Web 3.0
Web 3.0 är en term som myntades 2006 av John Markoff[källa behövs] och beskriver efterföljaren till - eller nästa steg av - Web 2.0. Web 3.0 ses som nästa steg i Internets utveckling, och en slags förlängning eller uppdatering av Web 2.0[källa behövs].
Andra anser att definitionen av Web 3.0 är en kritik av Web 2.0.